# 총포
총포란 총과 대포를 통틀어 가리키는 말이다.
"총포"라 함은 권총·소총·기관총·포·엽총, 금속성 탄알이나 가스등을 쏠 수 있는 장약총포, 공기총(압축가스를 이용하는 것을 포함한다.) 및 총포신·기관부 등 그 부품으로서 대통령령이 정하는 것을 말한다
— 대한민국 총포·도검·화약류 등 단속법 1장 2조 1항

## 같이 보기
- 총포신
- 총
- 대포
- 도검